# Perinereis malayana
Perinereis malayana är en ringmaskart som först beskrevs av Horst 1889.  Perinereis malayana ingår i släktet Perinereis och familjen Nereididae. Inga underarter finns listade i Catalogue of Life.